# Ben Feldman
Ben Feldman is een Amerikaanse toneel-, film- en televisieacteur en televisieproducent.
Van 2009 tot 2011 speelde Feldman de rol van beschermengel Fred in de televisieserie Drop Dead Diva. Vanaf april 2012 speelde hij het personage Michael Ginsberg in de AMC-serie Mad Men. Hij speelde ook advocaat Ron LaFlamme in de HBO-serie Silicon Valley van 2014 tot 2019, en van 2015 tot 2021 speelde hij een hoofdrol als Jonah Simms in de NBC-sitcom Superstore. Hij produceerde ook Superstore van 2019 tot 2021. Van 2021 tot 2024 speelde hij Tylor Tuskmon in de Disney-serie Monsters at Work.
Feldman is getrouwd en heeft twee kinderen.